# Mandello del Lario
Mandello del Lario est une commune de la province de Lecco, dans la région Lombardie, en Italie.

## Géographie
Mandello del Lario se trouve sur les rives du lac de Côme.

## Économie
Mandello del Lario est connue pour être le premier centre de production, depuis 1921, du constructeur de motos Moto Guzzi[réf. nécessaire].

## Administration
| Période                                  | Période  | Identité         | Étiquette | Qualité |
| ---------------------------------------- | -------- | ---------------- | --------- | ------- |
| 5 avril 2005                             | En cours | Riccardo Mariani |           |         |
| Les données manquantes sont à compléter. |          |                  |           |         |

### Hameaux
Olcio, Maggiana, Mandello a lago, Tonzanico, Molina, Mulini, Motteno, Cologna, Luzzeno, Moregallo, Rongio, Gorlo, Somana, Sonvico.

### Communes limitrophes
Abbadia Lariana, Ballabio, Esino Lario, Lecco, Lierna, Oliveto Lario, Pasturo, Valbrona, Valmadrera.

## Liens
- Église Sopra Olcio (Lac de Côme)